# Bribir (Novi Vinodolski)

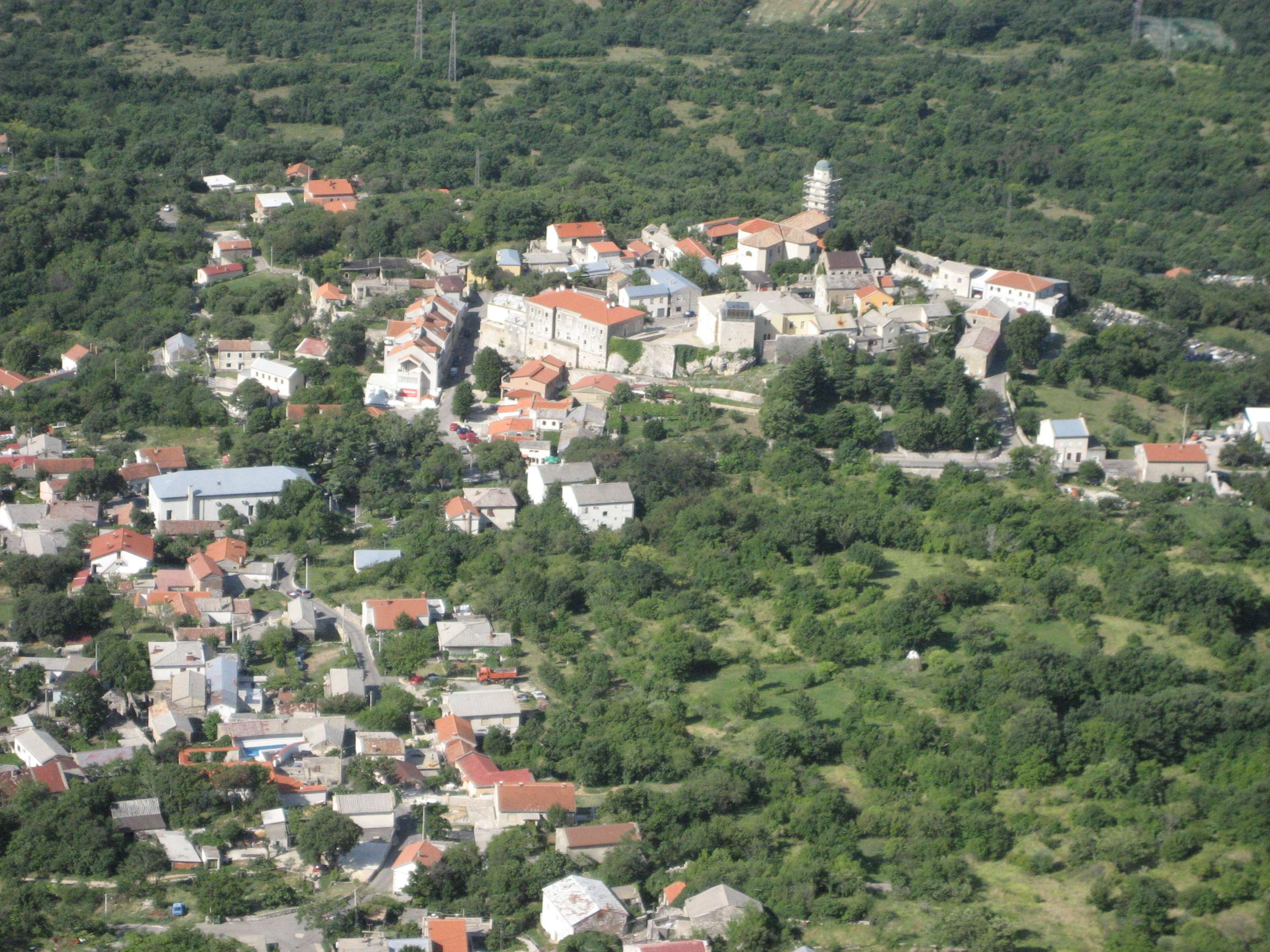
Bribir

Bribir ist eine Ortschaft in der Gemeinde Vinodolska općina in der Gespanschaft Primorje-Gorski kotar in Kroatien. Der kleine Ort liegt auf dem Gipfel eines Berges in der Landschaft Vinodol im Hinterland der Adriaküste. Er hatte im Jahre 2001 1753 Einwohner, ist wirtschaftliches und kulturelles Zentrum und Verwaltungssitz der Gemeinde und besitzt einen Mjesni odbor als Ortsvertretung.

## Geschichte
Erste Lebensspuren dieses Gebietes stammen aus der Altsteinzeit. Hier lebten Liburner, bevor im 2. Jahrhundert v. Chr. die Römer kamen und die Ureinwohner romanisierten. Im 7. Jahrhundert kamen die Kroaten. Die römischen Namen erhielten kroatische Übersetzungen (z. B. Vallis vineariae – Weintal – Vinodol).
Seit dem 13. Jahrhundert herrschte in der Gegend das Geschlecht der Frankopanen, denen auch das kulturelle Aufblühen der Region zu verdanken ist. Sie errichteten eine Festung auf dem Berg, um die sich der heutige Ort entwickelte. Einzige Reste der Burg sind der 1302 erbaute viereckige Turm Kula und ein Teil der Mauern. Die Kirche der “Hl. Peter und Paul” wurde 1524 gebaut. Im 16. Jahrhundert erhielt die Fürstenfamilie der Zrinski das Vinodol. Nach der erfolglosen Verschwörung des Petar Zrinski und des Fran Krsto Frankopan gegen den Kaiser und ungarischen König Leopold und der Entmachtung und Enthauptung der beiden begann im Vinodol eine lange wirtschaftliche und kulturelle Stagnation.

## Lage
Geographisch ist Vinodol ein Tal, das zwischen Križišće im Nordwesten, Novi Vinodolski im Südosten und der Küste am Vinodol-Kanal liegt. Es gibt sonnige, heiße und trockene Sommer und milde Winter, ähnlich wie an der Küste. Die durchschnittliche Jahrestemperatur im Tal beträgt 14 °C. Im Wald herrscht ein kontinentales Klima. Sein Name dokumentiert eine lange Weinbautradition, die bis in die römische Zeit (Vallis vinearia) zurückreicht.

## Tourismus
Das in malerischer Landschaft liegende Städtchen besuchen zahlreiche Altertumsliebhaber. In der Umgebung liegt ein interessantes Waldgebiet, in dem Ferienhäuser und einige Ausflugslokale errichtet wurden. Es sind längere und kürzere Ausflüge entlang der gekennzeichneten Wanderwege möglich.
Das Hinterland des Vinodol wird von Jägern genutzt, in den Jagdhäusern kann man verschiedene Jagdspezialitäten genießen. Der höchste Gipfel ist die Visevica 1428 m ü. d. M. Der Wald ist auch für Wanderer und Sammler von Waldfrüchten, Heilpflanzen und Pilzen interessant. Der See in Tribalj wird von Anglern intensiv genutzt.

## Architektur
Die Architektur im Vinodol weist eine besondere Bauweise auf, die durch das Klima und die frühere Lebensweise beeinflusst wurde. Die Häuser und ihre Tore sind aus Stein, dem Grundbaumaterial, gebaut. Der Hof vor dem Haus ist von einer Mauer umgeben und das Tor des Hofes ist der Schmuck des Hauses. Diese Architektur besitzt eine Harmonie und Schönheit, die auch die heutige Architektur beeinflusst.